# St. Olaf (Iowa)
St. Olaf es una ciudad ubicada en el condado de Clayton en el estado estadounidense de Iowa. En el Censo de 2010 tenía una población de 108 habitantes y una densidad poblacional de 170,9 personas por km².

## Geografía
St. Olaf se encuentra ubicada en las coordenadas 42°55′37″N 91°23′16″O / 42.92694, -91.38778. Según la Oficina del Censo de los Estados Unidos, St. Olaf tiene una superficie total de 0.63 km², de la cual 0.63 km² corresponden a tierra firme y (0%) 0 km² es agua.

## Demografía
Según el censo de 2010, había 108 personas residiendo en St. Olaf. La densidad de población era de 170,9 hab./km². De los 108 habitantes, St. Olaf estaba compuesto por el 100% blancos, el 0% eran afroamericanos, el 0% eran amerindios, el 0% eran asiáticos, el 0% eran isleños del Pacífico, el 0% eran de otras razas y el 0% pertenecían a dos o más razas. Del total de la población el 0% eran hispanos o latinos de cualquier raza.